# Въздушният човек
„Въздушният човек“ е български игрален филм (драма) от 1980 година, по сценарий и режисура на Киран Коларов. Оператор е Радослав Спасов. Художник е Богоя Сапунджиев. Музиката във филма е композирана от Кирил Дончев.

## Актьорски състав
- Димитър Буйнозов – Илия Думанов
- Петър Деспотов – Величко Красивия
- Мария Каварджикова – Марето
- Григор Вачков – Бай Фоти
- Никола Тодев – Беев
- Ицхак Финци
- Васил Попилиев
- Борис Луканов
- Веселин Вълков
- Бончо Урумов
- Анета Сотирова – Донето
- Румяна Първанова
- Цветана Манева
- Михаил Мутафов